# 卡斯珀·穆托宁
卡斯珀·穆托宁（芬蘭語：Kasper Muttonen，1979年6月5日—），是一位芬兰雕塑家和艺术家。他在2003年毕业于芬兰美术学院。除了艺术课程之外，他也曾在赫尔辛基理工大学学习建筑设计。
贯穿穆托宁艺术作品的一条主线是研究建筑设计和视觉艺术之间的关联和互动影响。他的作品表现出特有的几何三维空间，其中水平面、空洞、表面和颜色在建筑想像中融为一体。彩色空间跟水泥模块和五金建材的反差给作品带来了二元性。在艺术创作过程中关于建筑施工和建成空间意义的梦想融入视觉艺术的世界里。
2014年穆托宁在拉平拉赫蒂医院的区域内搭建了名为“拉平拉赫蒂源泉”的装置艺术品。他是2015年年初时芬兰的罗马研究院蓝泰别墅的进驻艺术家。
穆托宁是芬兰雕塑家协会的成员。他的一些作品被收藏至埃斯波现代艺术博物馆中的萨斯塔莫伊宁基金艺术收藏品中。